# Сан Марко (Рим)
Сан Марко је насеље у Италији у округу Рим, региону Лацио.
Према процени из 2011. у насељу је живело 104 становника. Насеље се налази на надморској висини од 336 м.